# .arpa
도메인 이름 arpa는 인터넷 도메인 네임 시스템(DNS)의 최상위 도메인(TLD)이다. 주로 기술 네트워크 인프라 관리에 사용된다. 이러한 기능 중에서 가장 눈에 띄는 것은 하위 도메인 in-addr.arpa 및 ip6.arpa로, 각각 IPv4 및 IPv6 주소의 역방향 DNS 조회를 위한 네임스페이스를 제공한다.
이 이름은 원래 인터넷의 전신인 아파넷(ARPANET)을 개발한 미국의 자금 지원 기관인 방위고등연구계획국(ARPA)의 약어였다. 이는 권한, 자율성 및 책임 위임을 위한 계층적 명명 시스템을 준비하기 위해 네트워크에 대해 정의된 최초의 도메인이었다. 원래는 ARPANET 컴퓨터의 체계적인 이름 지정을 용이하게 하기 위한 임시 기능으로만 제공되도록 의도되었다. 그러나 인프라 사용이 허가된 이후에는 도메인을 제거하는 것이 현실적으로 어려워졌다. 결과적으로 이름은 Address and Routing Parameter Area이라는 역두문자어로 재정의되었다.
arpa에서는 도메인 이름 등록이 불가능하며 국제 인터넷 표준화 기구(Internet Engineering Task Force)에서 새 하위 도메인을 자주 추가하지 않는다.

## 하위 도메인
- 6tisch.arpa
- as112.arpa
- e164.arpa
- eap-noob.arpa
- home.arpa
- in-addr.arpa
- ip6.arpa
- in-addr-servers.arpa
- ip6-servers.arpa
- ipv4only.arpa
- iris.arpa
- ns.arpa
- resolver.arpa
- uri.arpa